# ドラガン・スタンコビッチ
ドラガン・スタンコビッチ（セルビア語: Драган Станковић、ラテン文字転写: Dragan Stanković、1985年10月18日 - ）はセルビアの男子バレーボール選手。ポジションはミドルブロッカー。元セルビア代表。

## 来歴

### クラブチーム
ザイェチャル出身。2001年、OK Timokへ入団しバレーボール選手のキャリアをスタートさせる。2004年、Crvena Zvezda Belgradeへ移籍し中心選手として活躍。2007/08シーズンのセルビアリーグで優勝を果たした。2008/09シーズンはモンテネグロリーグのOK Budvanska Rivijera Budvaでプレーしリーグ優勝に貢献した。2009年、イタリアセリエA1のVolley Lubeへ移籍し、10年間在籍。2016年より主将を務めた。2011/12、2013/14、2016/17シーズンのイタリアセリエAで優勝へ導いた。2017年の世界クラブ選手権で銀メダルを獲得した。2017/18シーズンはイタリアセリエAとイタリアカップ、欧州チャンピオンズリーグで準優勝した。2018/19シーズンは2年ぶりのリーグ優勝と、欧州チャンピオンズリーグで優勝を果たした。2019/20シーズンはGas Sales Bluenergy Piacenzaでプレーした。2020/21シーズンからはモデル・バレーに所属しており、2021/22シーズンのリーグでは4位となった。

### 代表チーム
2005年、当時のセルビア・モンテネグロ代表に初選出され、同年のワールドリーグで代表デビューした。2009年より代表チームのレギュラーに抜擢されると同年のワールドリーグで銀メダルを、2010年にイタリアで開催された世界選手権で銅メダルを獲得した。2011年の欧州選手権では金メダルを獲得した。2012年、ロンドン五輪に出場した。2013年からは代表チームで主将を務め、同年の欧州選手権で銅メダルを獲得した。2015年、ワールドリーグで銀メダルを獲得した。2016年にはワールドリーグで金メダルを獲得した。2017年の欧州選手権で銅メダルを獲得した。

## 球歴
- オリンピック - 2012年
- 世界選手権 - 2010年、2014年
- ワールドカップ - 2011年
- ワールドリーグ - 2005年 - 2016年
- 欧州選手権 - 2005年、2007年、2009年、2011年、2013年、2015年、2017年

## 受賞歴
- 2018年 2017/18欧州チャンピオンズリーグ　ベストミドルブロッカー賞
- 2019年 世界クラブ選手権　ベストミドルブロッカー賞

## 所属クラブ
- OK Timok（2001 - 2004年）
- Crvena Zvezda Belgrade（2004 - 2008年）
- OK Budvanska Rivijera Budva（2008 - 2009年）
- Volley Lube（2009 - 2019年）
- Gas Sales Bluenergy Piacenza（2019 - 2020年）
- モデナ・バレー（2020 - ）